# War Relocation Authority

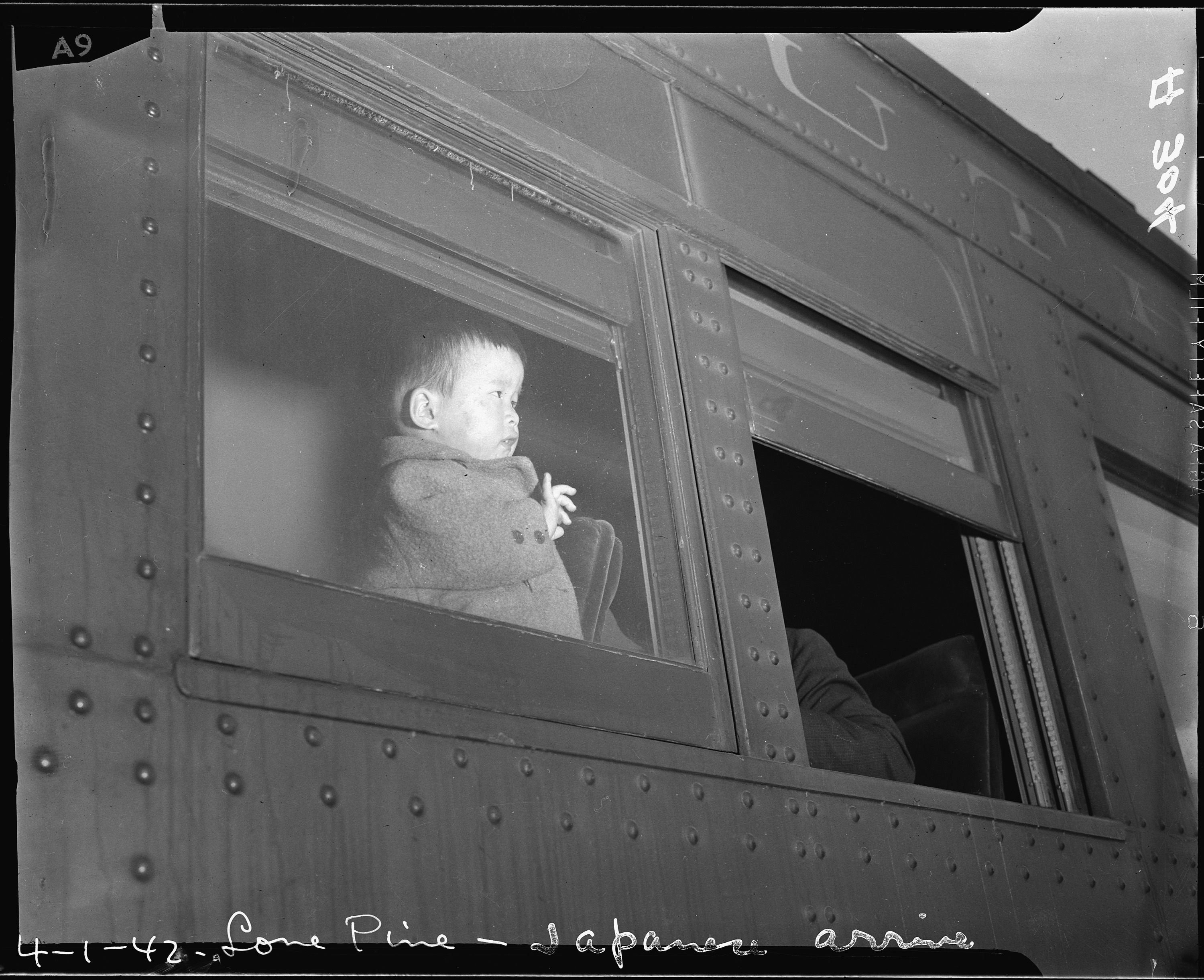
Clem Albers: Malý evakuovaný Japonec, Lone Pine, Kalifornie; i ten byl označen institucí WRA jako "vážná hrozba" pro národní bezpečnost

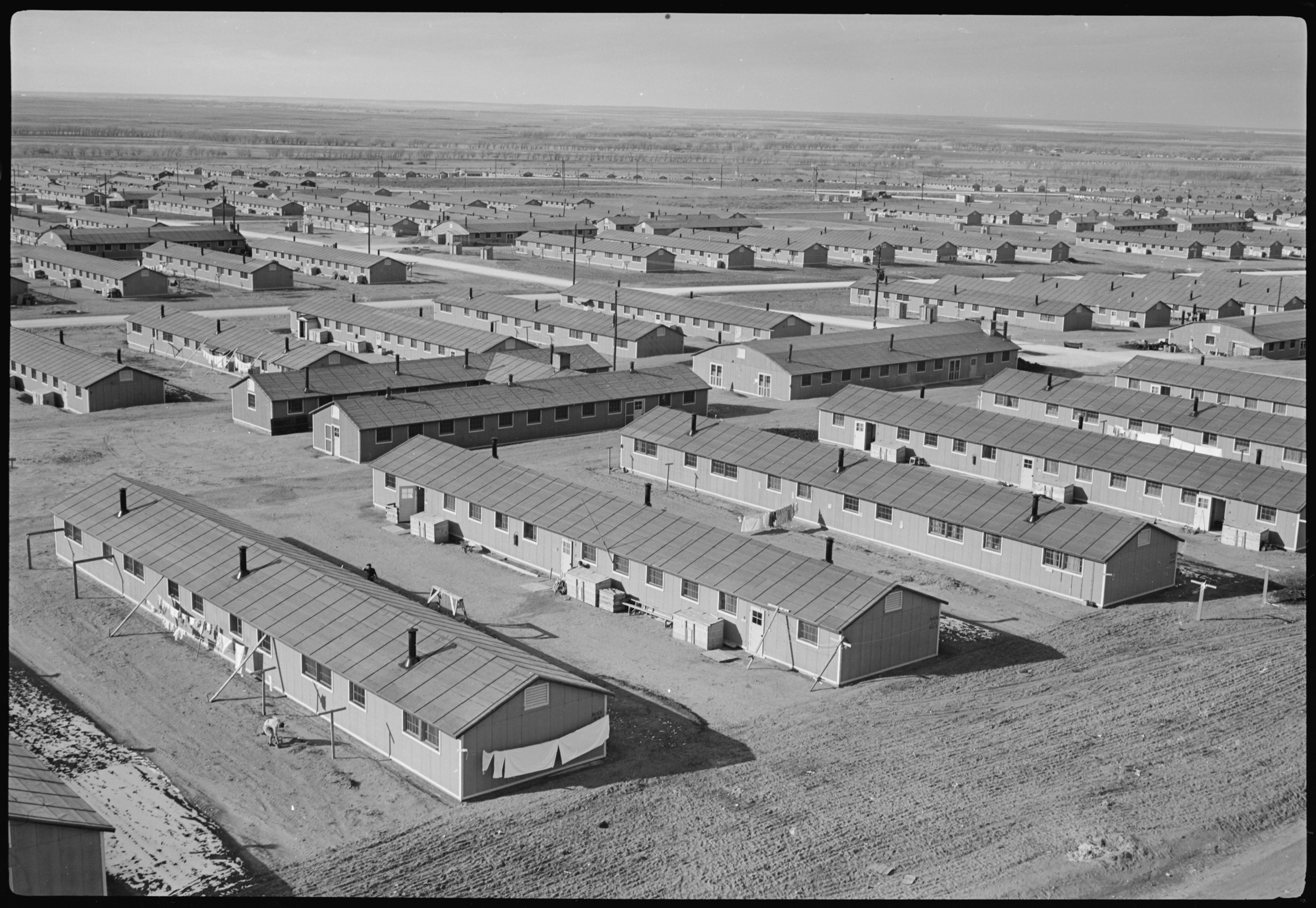
Joseph McClelland: Granada Relocation Center, Amache, Colorado

War Relocation Authority (WRA) byla agentura federální vlády Spojených států amerických odpovědná za internaci a stěhování japonských Američanů během druhé světové války.

## Historie
Součástí této instituce bylo oddělení WRA Photographic Section (WRAPS) zaměstnávající řadu fotografů, kteří pořizovali obrazovou dokumentaci ze života lidí v internačních táborech. Na fotografiích se podílela řada významných autorů, jako například Dorothea Langeová, Hikaru Iwasaki, Clem Albers, Tom Parker, Charles E. Mace, Ansel Adams, Joe McClelland nebo Francis Stewart.
Na fotografie dohlížel stát, například snímky Dorothey Langeové byly tak zřetelně kritické, že je armáda zabavila. Dnes jsou její fotografie internace dostupné v Národním Archivu na internetové stránce Still Photographs Division a v Bancroftově Knihovně Kalifornské Univerzity Berkeley.
Jako většina fotožurnalistů své doby používali fotoaparát formátu 4"x5". Nejpopulárnějším typem byl Speed Graphic, který byl vybaven dálkoměrem, hledáčkem a někdy také rychlým měničem filmu.

## Relokační centra

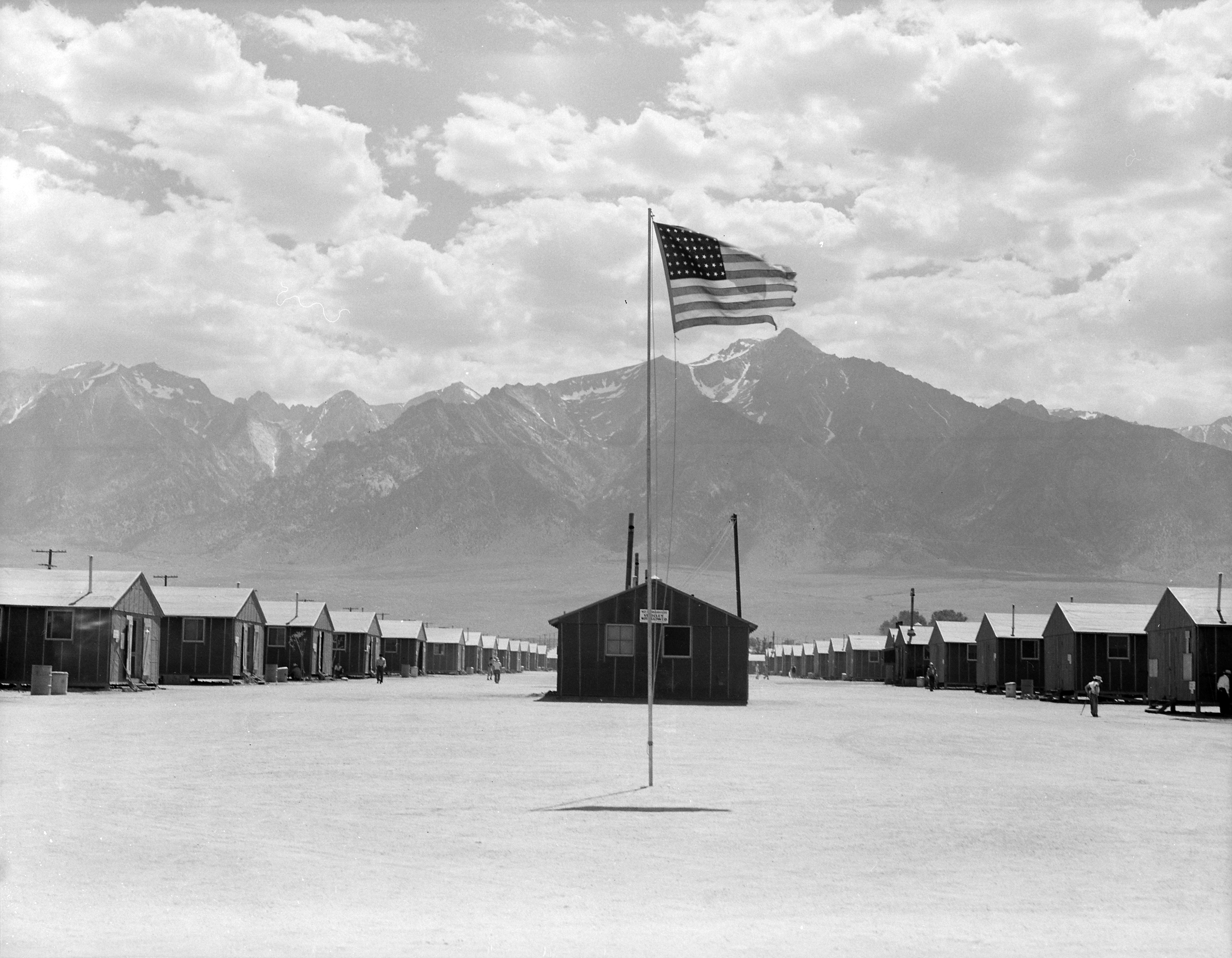
Dorothea Langeová: Písečná bouře ve válečném relokačním centru Manzanar, 1942

Japonští Američané a Japonci byli umístěni v deseti stálých táborech:
- Relokační centrum Gila River
- Relokační centrum Granada
- Relokační centrum Heart Mountain
- Relokační centrum Jerome
- Relokační centrum Manzanar
- Relokační centrum Minidoka
- Relokační centrum Poston
- Relokační centrum Topaz
- Relokační centrum Tule Lake
- Relokační centrum Rohwer

Tisíce fotografických negativů je spravováno v archivu National Archives and Records Administration, spadají do kategorie public domain a některé jsou k dispozici na úložišti obrázků Wikimedia Commons.

## Galerie

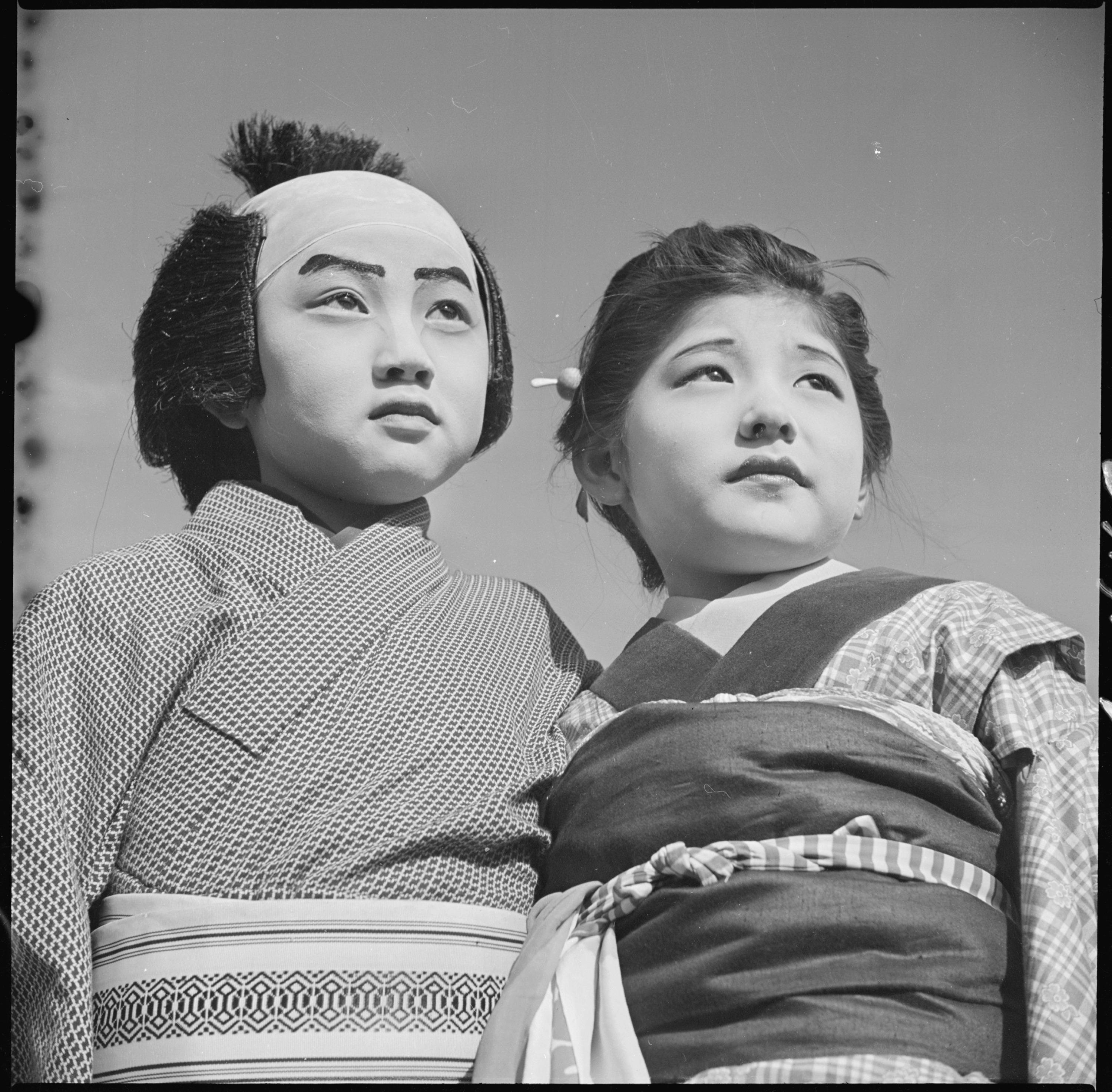
Francis Stewart: Tule Lake Relocation Center, Newell, Kalifornie
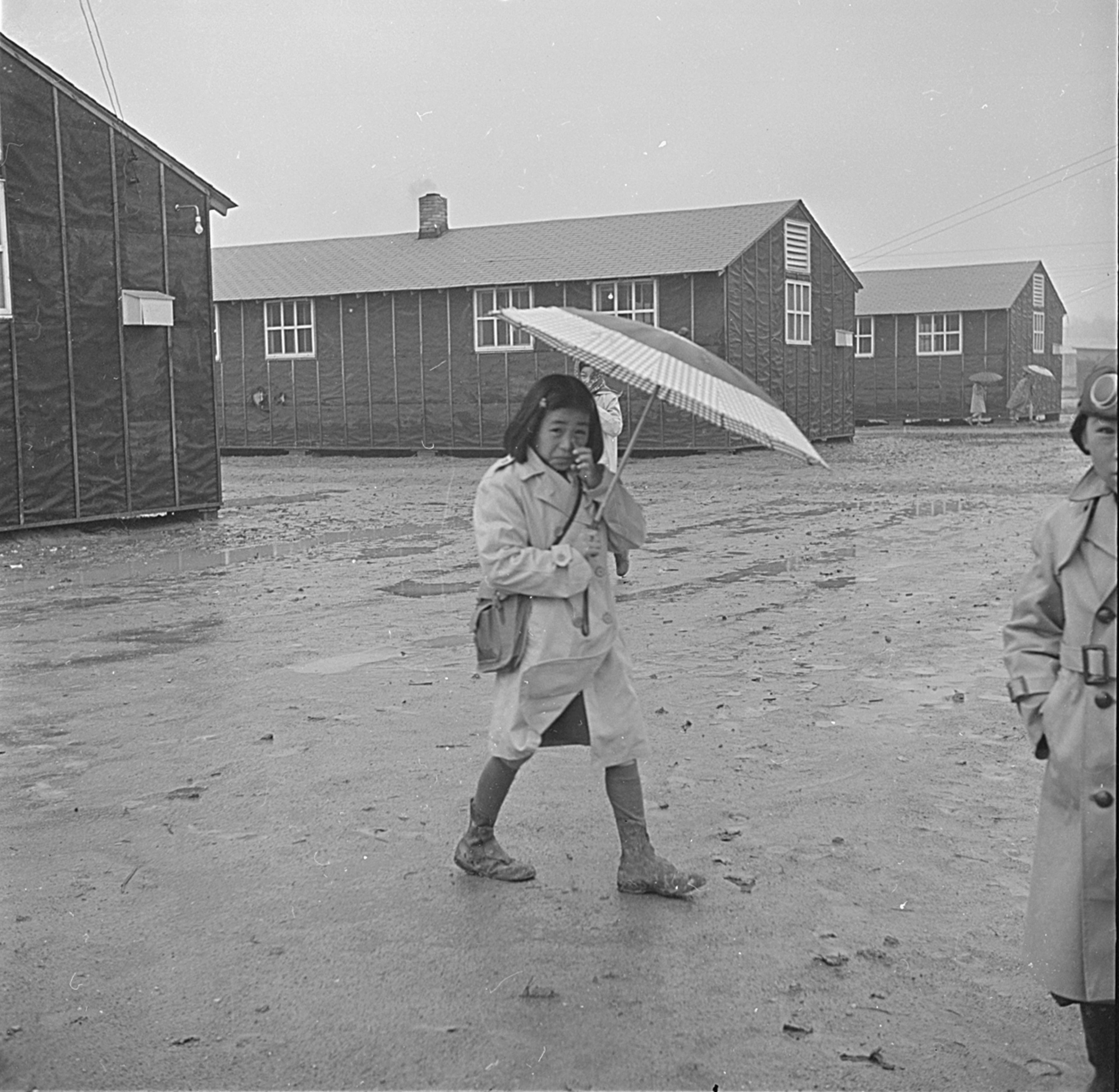
Tom Parker: Dívka s deštníkem při cestě do školy, Jerome Relocation Center, Denson, Arkansas
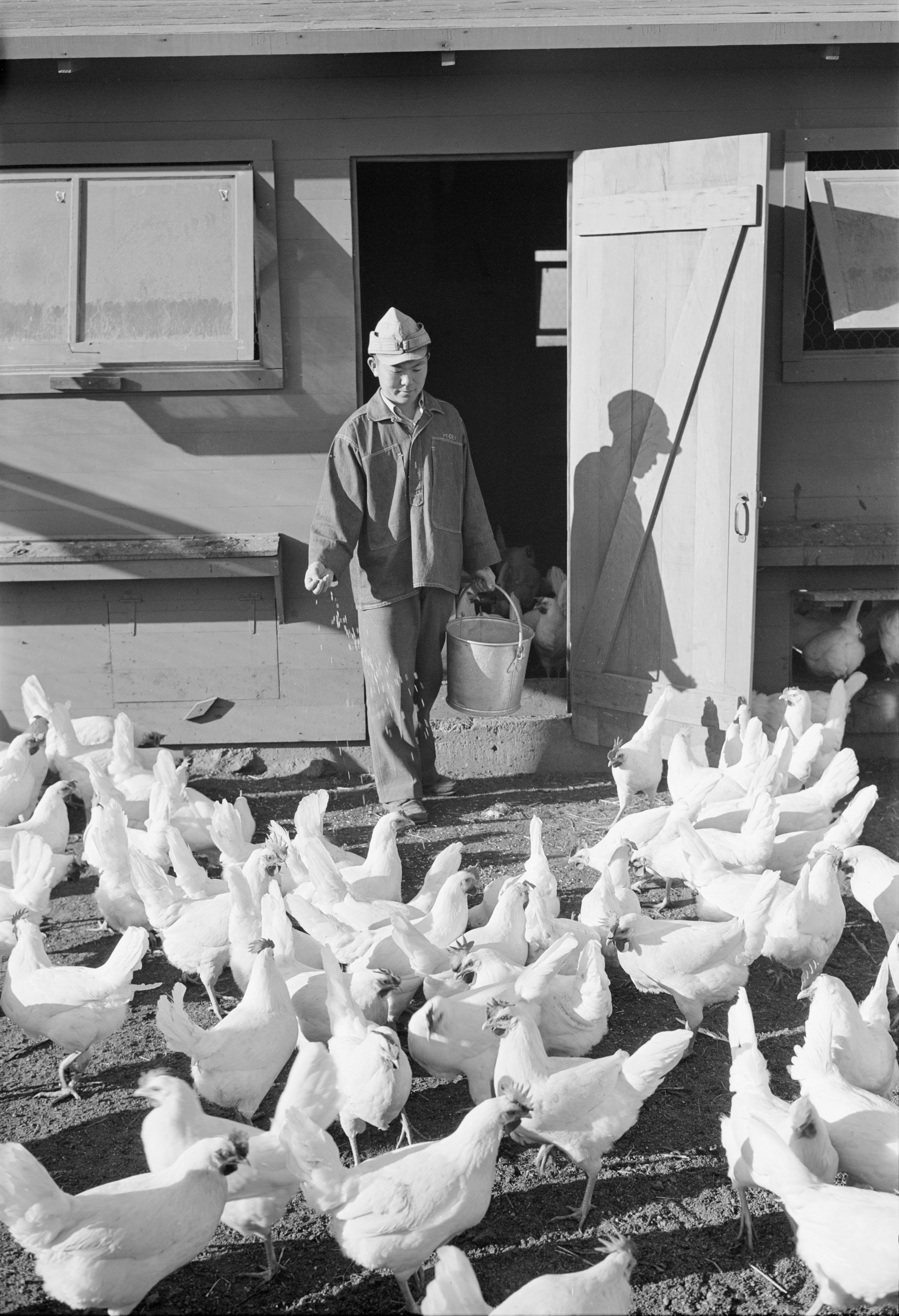
Ansel Adams: Kuřecí farma, Mori Nakašima, Manzanar
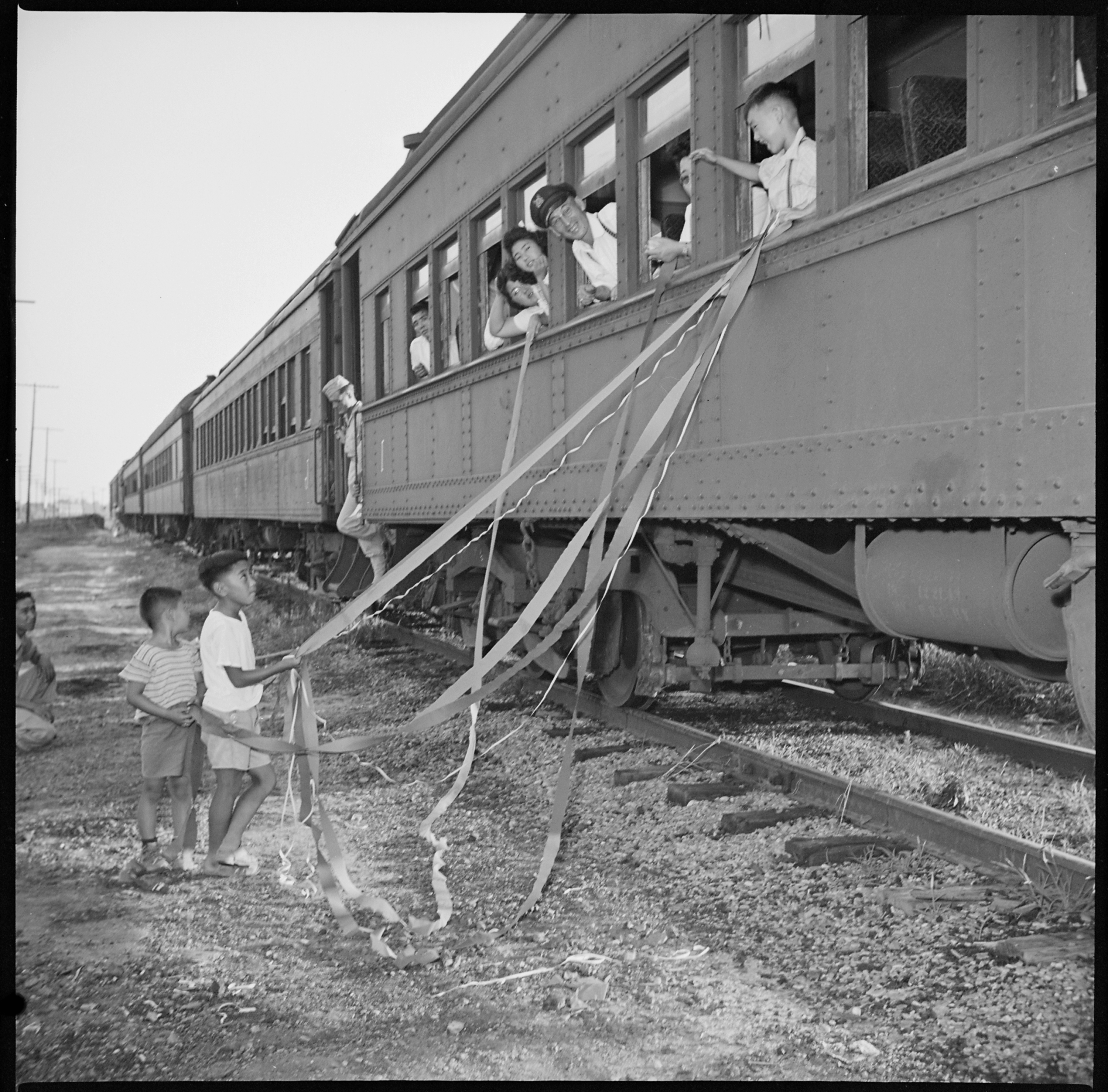
Charles E. Mace: Zavírání Jerome Relocation Center, Denson, Arkansas, 19. června 1944
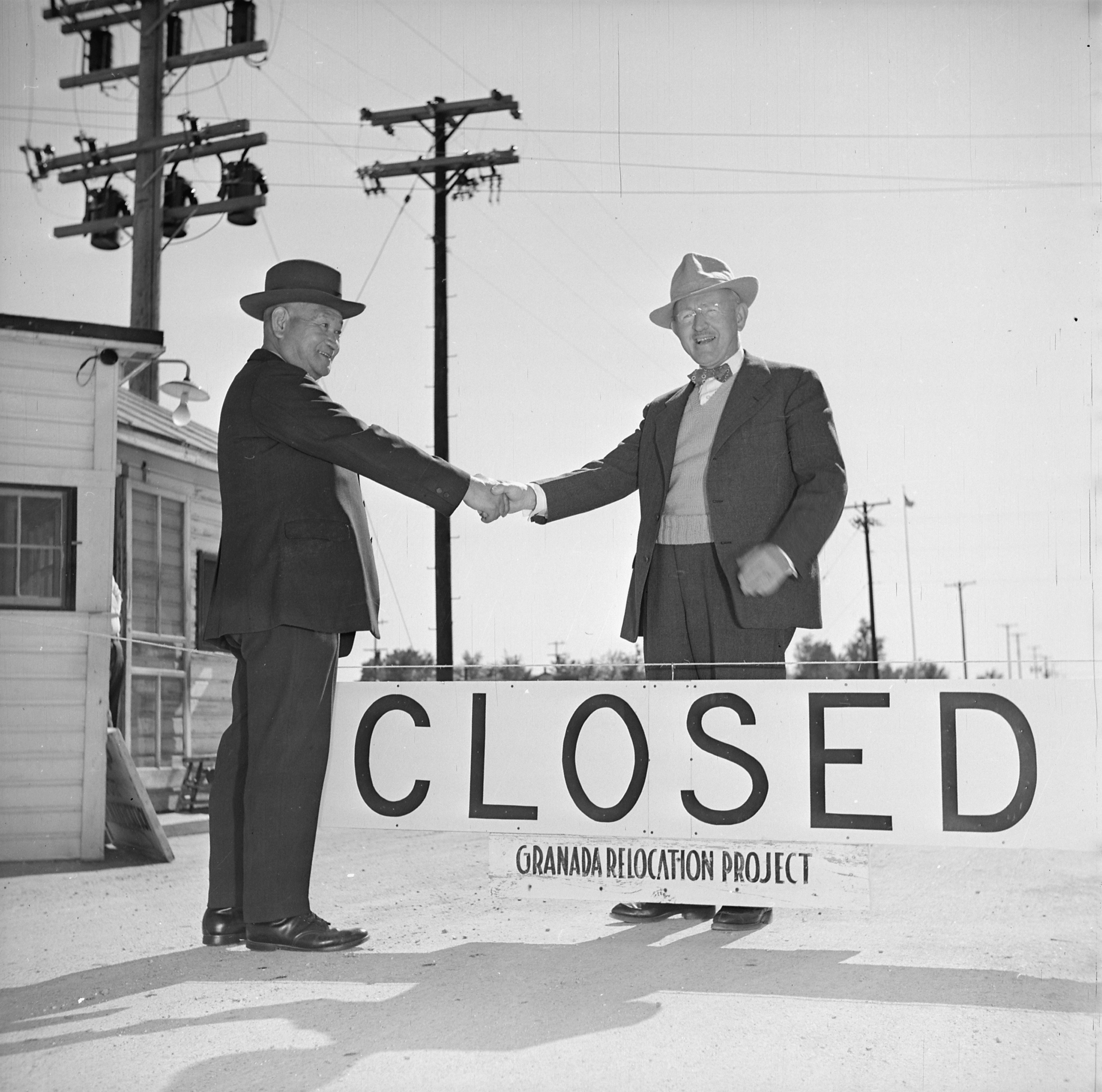
Hikaru Iwasaki: Shuiči Jamamoto, poslední evakuovaný, opouští kemp Amache, Granada Relocation Center, Colorado, 15. října 1945